# Montjardin
Montjardin  est une commune française située dans le sud-ouest du département de l'Aude, en région Occitanie.
Sur le plan historique et culturel, la commune fait partie du Razès, un pays historiquement très étendu, qui ne se résume aujourd'hui qu'aux collines de la Malepère et au bas Razès au centre et au sud, limité par le pays de Sault. Exposée à un climat océanique altéré, elle est drainée par le Chalabreil et par divers autres petits cours d'eau.
Montjardin est une commune rurale qui compte 80 habitants en 2022, après avoir connu un pic de population de 370 habitants en 1831. Ses habitants sont appelés les Montjardinois ou  Montjardinoises.

## Géographie
Commune située à 2 km à l'est de Chalabre.

### Communes limitrophes
|          |            | Saint-Benoît          |
| Chalabre | Montjardin |                       |
|          | Villefort  | Festes-et-Saint-André |

### Hydrographie
La commune est dans le bassin de la Garonne, au sein du bassin hydrographique Adour-Garonne. Elle est drainée par le Chalabreil, le ruisseau de Fontgrandé, le ruisseau de Jonquières, le ruisseau de l'Estrade, le ruisseau de Limoux, le ruisseau du Couzi et par divers petits cours d'eau, qui constituent un réseau hydrographique de 23 km de longueur totale,.

### Climat
Pour des articles plus généraux, voir Climat de l'Occitanie et Climat de l'Aude.
En 2010, le climat de la commune est de type climat océanique altéré, selon une étude s'appuyant sur une série de données couvrant la période 1971-2000. En 2020, Météo-France publie une typologie des climats de la France métropolitaine dans laquelle la commune est exposée à un climat de montagne ou de marges de montagne et est dans la région climatique Pyrénées orientales, caractérisée par une faible pluviométrie, un très bon ensoleillement (2 600 h/an), un air sec, particulièrement en hiver et peu de brouillards.
Pour la période 1971-2000, la température annuelle moyenne est de 12,4 °C, avec une amplitude thermique annuelle de 15 °C. Le cumul annuel moyen de précipitations est de 891 mm, avec 10,4 jours de précipitations en janvier et 5,9 jours en juillet. Pour la période 1991-2020, la température moyenne annuelle observée sur la station météorologique la plus proche, située sur la commune de Saint-Benoît à 5 km à vol d'oiseau, est de 12,5 °C et le cumul annuel moyen de précipitations est de 900,5 mm,. Pour l'avenir, les paramètres climatiques de la commune estimés pour 2050 selon différents scénarios d'émission de gaz à effet de serre sont consultables sur un site dédié publié par Météo-France en novembre 2022.

### Milieux naturels et biodiversité
Aucun espace naturel présentant un intérêt patrimonial n'est recensé sur la commune dans l'inventaire national du patrimoine naturel,,.

## Urbanisme

### Typologie
Au 1er janvier 2024, Montjardin est catégorisée commune rurale à habitat très dispersé, selon la nouvelle grille communale de densité à 7 niveaux définie par l'Insee en 2022.
Elle est située hors unité urbaine et hors attraction des villes,.

### Occupation des sols
L'occupation des sols de la commune, telle qu'elle ressort de la base de données européenne d’occupation biophysique des sols Corine Land Cover (CLC), est marquée par l'importance des forêts et milieux semi-naturels (80 % en 2018), en diminution par rapport à 1990 (84,1 %). La répartition détaillée en 2018 est la suivante : 
forêts (76,5 %), prairies (11,9 %), zones agricoles hétérogènes (8,1 %), milieux à végétation arbustive et/ou herbacée (3,5 %). L'évolution de l’occupation des sols de la commune et de ses infrastructures peut être observée sur les différentes représentations cartographiques du territoire : la carte de Cassini (XVIIIe siècle), la carte d'état-major (1820-1866) et les cartes ou photos aériennes de l'IGN pour la période actuelle (1950 à aujourd'hui).

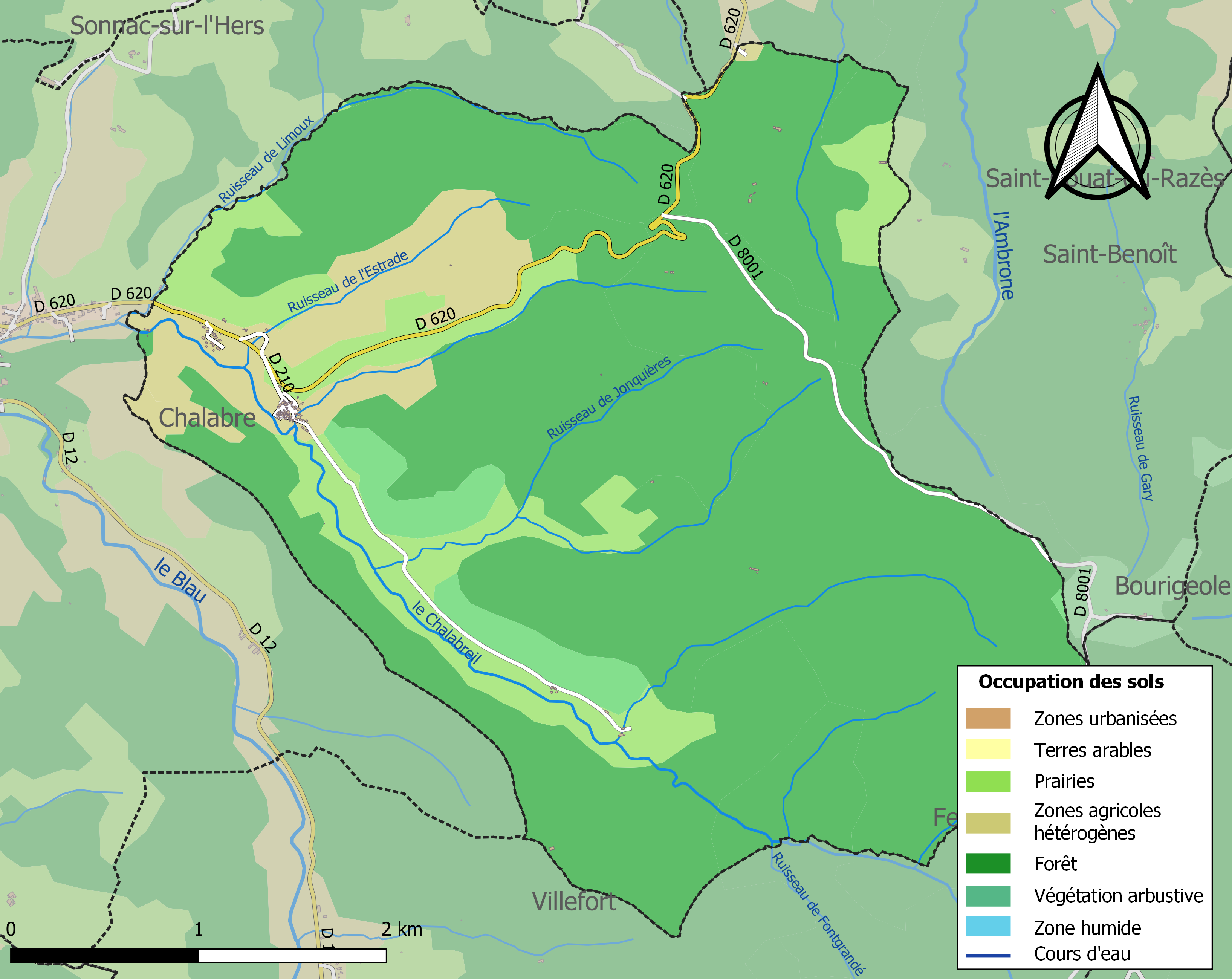
Carte des infrastructures et de l'occupation des sols de la commune en 2018 (CLC).

### Risques majeurs
Le territoire de la commune de Montjardin est vulnérable à différents aléas naturels : météorologiques (tempête, orage, neige, grand froid, canicule ou sécheresse) et séisme (sismicité faible). Un site publié par le BRGM permet d'évaluer simplement et rapidement les risques d'un bien localisé soit par son adresse soit par le numéro de sa parcelle.

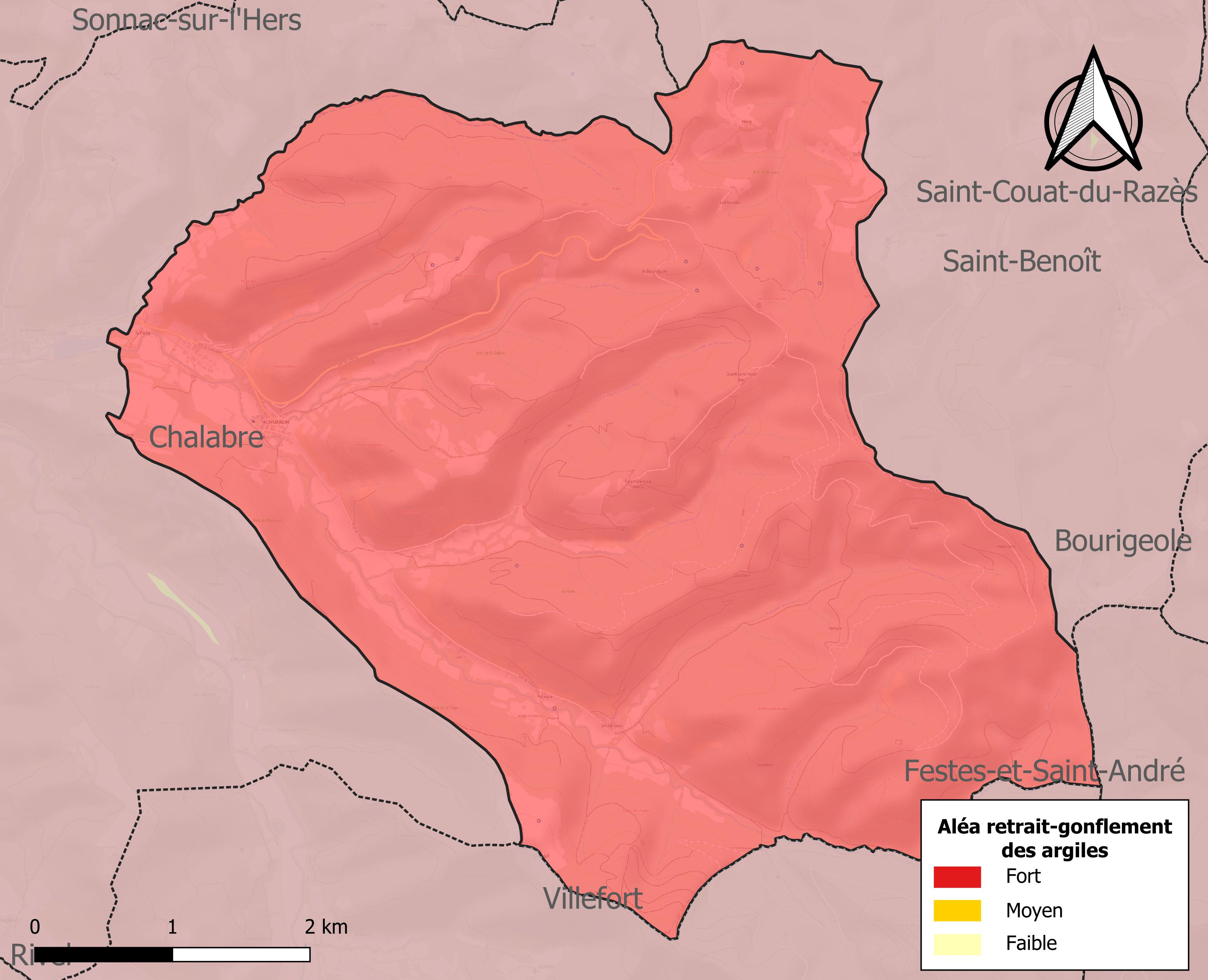
Carte des zones d'aléa retrait-gonflement des sols argileux de Montjardin.

Le retrait-gonflement des sols argileux est susceptible d'engendrer des dommages importants aux bâtiments en cas d’alternance de périodes de sécheresse et de pluie. La totalité de la commune est en aléa moyen ou fort (75,2 % au niveau départemental et 48,5 % au niveau national). Sur les 60 bâtiments dénombrés sur la commune en 2019, 60 sont en aléa moyen ou fort, soit 100 %, à comparer aux 94 % au niveau départemental et 54 % au niveau national. Une cartographie de l'exposition du territoire national au retrait gonflement des sols argileux est disponible sur le site du BRGM,.

## Politique et administration

### Liste des maires
| Période                                  | Période | Identité          | Étiquette | Qualité |
| ---------------------------------------- | ------- | ----------------- | --------- | ------- |
| avant 1981                               | ?       | Roger Dumay       | PCF       |         |
| juin 1995                                | 2014    | Jacques Laffont   |           |         |
| 2014                                     | 2022    | Francis Routelous |           |         |
| Les données manquantes sont à compléter. |         |                   |           |         |

## Démographie
| 1793 | 1800 | 1806 | 1821 | 1831 | 1836 | 1841 | 1846 | 1851 |
| ---- | ---- | ---- | ---- | ---- | ---- | ---- | ---- | ---- |
| 200  | 260  | 282  | 315  | 370  | 356  | 339  | 354  | 331  |

| 1856 | 1861 | 1866 | 1872 | 1876 | 1881 | 1886 | 1891 | 1896 |
| ---- | ---- | ---- | ---- | ---- | ---- | ---- | ---- | ---- |
| 306  | 297  | 297  | 268  | 273  | 255  | 239  | 211  | 202  |

| 1901 | 1906 | 1911 | 1921 | 1926 | 1931 | 1936 | 1946 | 1954 |
| ---- | ---- | ---- | ---- | ---- | ---- | ---- | ---- | ---- |
| 187  | 202  | 174  | 139  | 124  | 116  | 110  | 131  | 111  |

| 1962 | 1968 | 1975 | 1982 | 1990 | 1999 | 2004 | 2006 | 2009 |
| ---- | ---- | ---- | ---- | ---- | ---- | ---- | ---- | ---- |
| 94   | 77   | 63   | 94   | 115  | 110  | 103  | 108  | 99   |

| 2014 | 2019 | 2022 | - | - | - | - | - | - |
| ---- | ---- | ---- | - | - | - | - | - | - |
| 90   | 82   | 80   | - | - | - | - | - | - |

## Économie

### Emploi
| Division       | 2008   | 2013   | 2018   |
| -------------- | ------ | ------ | ------ |
| Commune        | 17,2 % | 4,8 %  | 10,3 % |
| Département    | 10,2 % | 12,8 % | 12,6 % |
| France entière | 8,3 %  | 10 %   | 10 %   |

En 2018, la population âgée de 15 à 64 ans s'élève à 59 personnes, parmi lesquelles on compte 63,8 % d'actifs (53,4 % ayant un emploi et 10,3 % de chômeurs) et 36,2 % d'inactifs,. En  2018, le taux de chômage communal (au sens du recensement) des 15-64 ans est inférieur à celui du département, mais supérieur à celui de la France, alors qu'en 2008 il était supérieur à celui du département.
La commune est hors attraction des villes,. Elle compte 6 emplois en 2018, contre 3 en 2013 et 4 en 2008. Le nombre d'actifs ayant un emploi résidant dans la commune est de 32, soit un indicateur de concentration d'emploi de 19,3 % et un taux d'activité parmi les 15 ans ou plus de 51,4 %.
Sur ces 32 actifs de 15 ans ou plus ayant un emploi, 5 travaillent dans la commune, soit 16 % des habitants. Pour se rendre au travail, 77,4 % des habitants utilisent un véhicule personnel ou de fonction à quatre roues, 6,5 % les transports en commun et 16,1 % n'ont pas besoin de transport (travail au domicile).

### Activités hors agriculture
5 établissements sont implantés  à Montjardin au 31 décembre 2019.
Le secteur de l'industrie manufacturière, des industries extractives et autres est prépondérant sur la commune puisqu'il représente 40 % du nombre total d'établissements de la commune (2 sur les 5 entreprises implantées  à Montjardin), contre 8,8 % au niveau départemental.

### Agriculture
|               | 1988 | 2000 | 2010 | 2020 |
| ------------- | ---- | ---- | ---- | ---- |
| Exploitations | 9    | 6    | 3    | 2    |
| SAU (ha)      | 326  | 224  | 184  | 187  |

La commune est dans le Razès, une petite région agricole occupant l'ouest du département de l'Aude, également dénommée localement « Volvestre et Razès ». En 2020, l'orientation technico-économique de l'agriculture  sur la commune est l'élevage de bovins pour la viande. Deux exploitations agricoles ayant leur siège dans la commune sont dénombrées lors du recensement agricole de 2020 (neuf en 1988). La superficie agricole utilisée est de 187 ha,,.

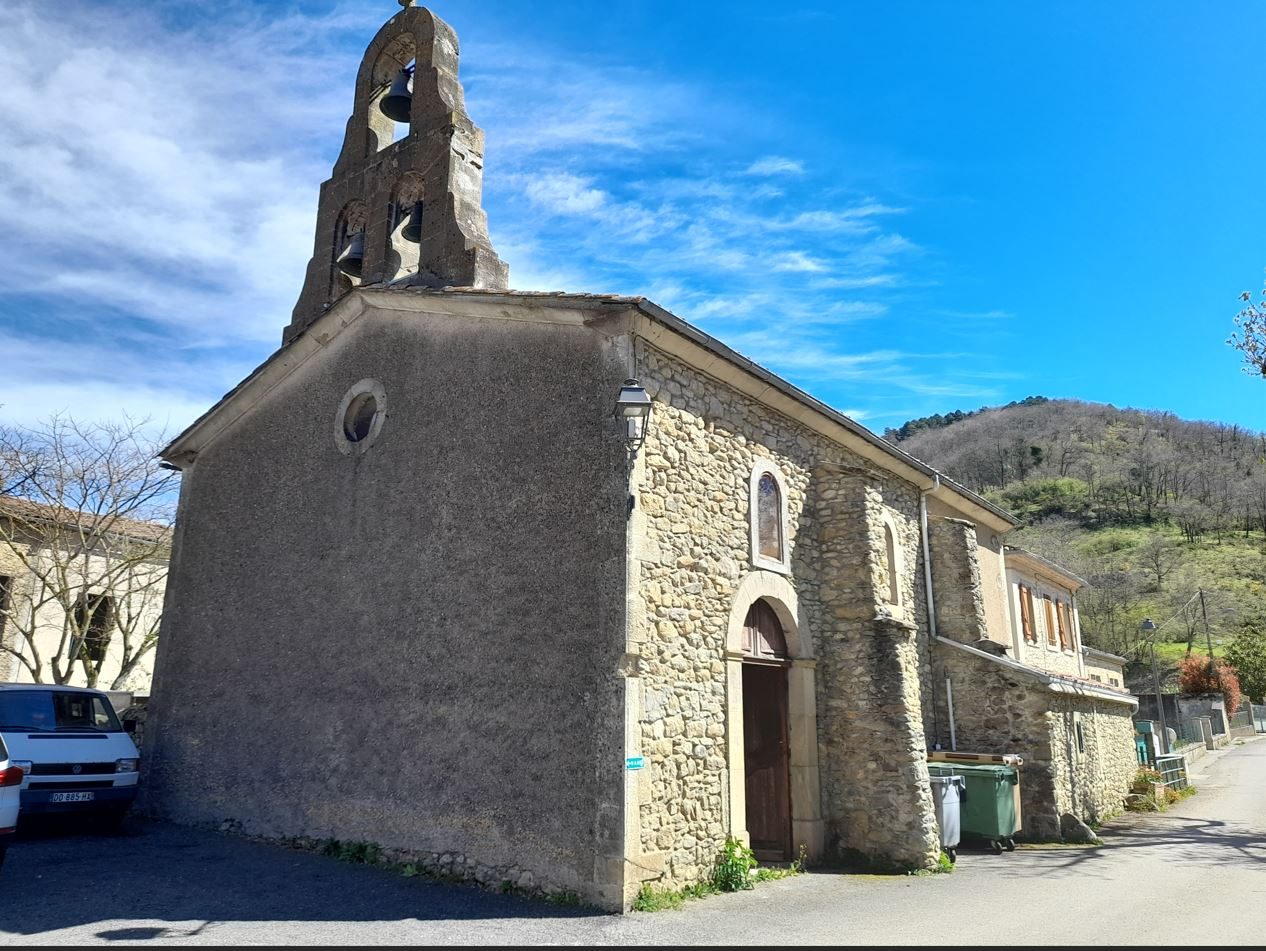
Eglise Saint-Gaudéric

## Culture locale et patrimoine

### Lieux et monuments
- Église Saint-Gaudéric de Montjardin, construite entre 1859 et 1861, au centre du village, au bord du ruisseau du Theil. Elle remplace l'ancienne église alors construite sur le coteau du cimetière devenue trop petite et insalubre.

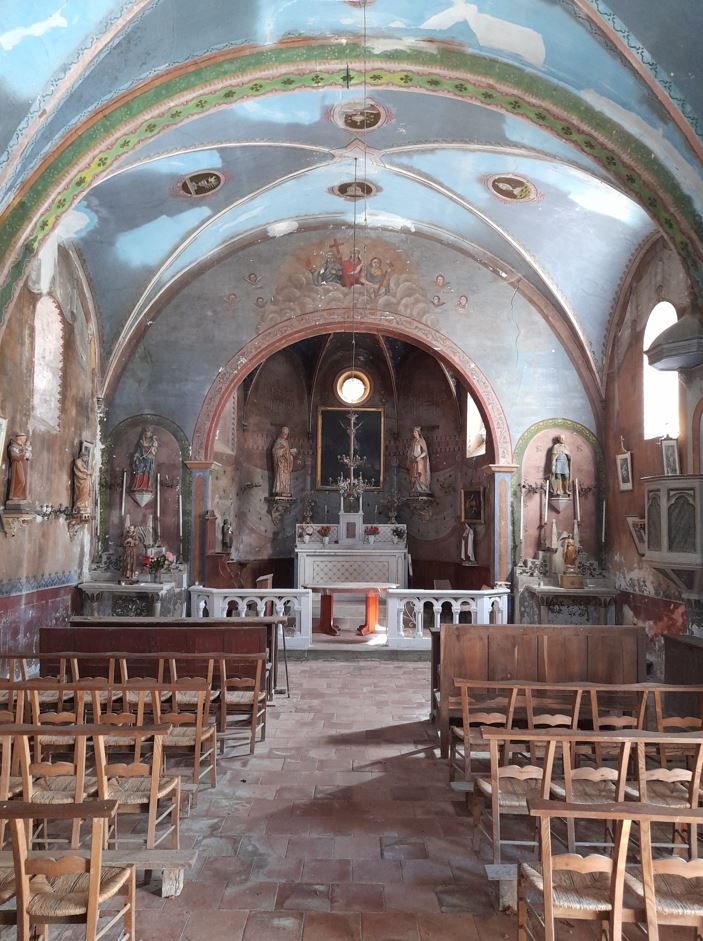
Vue intérieur de l'église

- Vue intérieur de l'égliseCol de Saint-Benoît sur la RD 620, classé en 3e catégorie lors de la 13e étape du Tour de France 2002.
- Col du Bac sur la RD 620 prévu lors de la 14e étape du Tour de France 2021.